# Francesco Maria Piave
Francesco Maria Piave (18. května 1810, Murano – 5. března 1876, Milán) byl italský operní libretista.

## Život
Narodil se na ostrově Murano u Benátek, v době Italského království pod přímou vládou Napoleona Bonaparte. Přes dvacet let psal libreta pro nejlepší operní skladatele své doby. Vedle Giuseppe Verdiho, pro kterého napsal 10 libret, psal i pro další skladatele: Giovanni Pacini (čtyři libreta), Saverio Mercadante, Federico Ricci či Michael Balfe.

Nebyl pouze libretistou, byl rovněž novinářem a překladatelem. Byl kmenovým básníkem a inspicientem divadla Teatro La Fenice v Benátkách, později rovněž divadla La Scala v Miláně. Tato jeho zkušenost a jeho takt a vyjednávací schopnosti po léta sloužily Giuseppe Verdimu, který Piaveho často využíval ke svému prospěchu. Piave byl přesto celoživotním Verdiho přítelem a spolupracovníkem. Nahradil Salvadore Cammarano ve funkci jeho hlavního libretisty. Napsal libreta k operám Ernani (1844), Dva Foscariové (1844), Attila (1846), Macbeth (první verze 1847), Korzár (1848), Stiffelio (1850), Rigoletto (1851), La traviata (1853), Simon Boccanegra (první verze 1857) a Síla osudu (první verze 1862). 

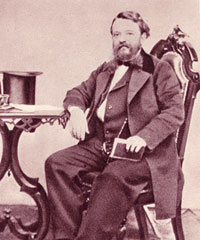
Francesco Maria Piave

Podobně jako Verdi, byl Piave horlivým italským vlastencem. Během první války za italskou nezávislost v roce 1848, kdy Radeckého vojska opouštěla Milán po potlačení povstání "Cinque giornate di Milano", Verdi adresoval svůj dopis Piavemu do Benátek oslovením "Občan Piave".
Poté, co Verdi přijal v roce 1870 zakázku na operu Aida, Piave měl rovněž připravovat libreto této opery. Byl ale raněn mozkovou mrtvicí, ochrnul a nemohl mluvit. Verdi podporoval jeho ženu a dceru. Navrhl vydat "Album skladeb známých skladatelů, které bude prodáváno v Piaveho prospěch". Piave zemřel v roce 1876 v Miláně ve věku 65 let. Je pohřben na hřbitově Cimitero Monumentale di Milano. Jeho pohřeb rovněž platil Verdi.

## Operní libreta
| Rok  | Název                    | Skladatel                      | Poznámky                                     |
| ---- | ------------------------ | ------------------------------ | -------------------------------------------- |
| 1842 | Il duca d'Alba           | Giovanni Pacini                | libreto zpracoval rovněž Giovanni Peruzzini  |
| 1844 | Ernani                   | Giuseppe Verdi                 |                                              |
| 1844 | Dva Foscariové           | Giuseppe Verdi                 |                                              |
| 1845 | Lorenzino de' Medici     | Giovanni Pacini                |                                              |
| 1846 | Attila                   | Giuseppe Verdi                 |                                              |
| 1846 | Estella di Murcia        | Federico Ricci                 | libreto zpracoval rovněž Václav Hugo Zavrtal |
| 1847 | Griselda                 | Federico Ricci                 |                                              |
| 1847 | Macbeth                  | Giuseppe Verdi                 |                                              |
| 1847 | Tutti amanti             | Carlo Romani                   |                                              |
| 1848 | Allan Cameron            | Giovanni Pacini                |                                              |
| 1848 | Giovanna di Fiandra      | Carlo Boniforti                |                                              |
| 1848 | Korzár                   | Giuseppe Verdi                 |                                              |
| 1848 | La Schiava Saracena      | Saverio Mercadante             |                                              |
| 1850 | Crispino e la comare     | Luigi Ricci and Federico Ricci |                                              |
| 1850 | Elisabetta di Valois     | Antonio Buzzolla               |                                              |
| 1850 | Stiffelio                | Giuseppe Verdi                 |                                              |
| 1851 | La Sposa di Murçia       | Andrea Casalini                |                                              |
| 1851 | Rigoletto                | Giuseppe Verdi                 |                                              |
| 1853 | Baschina                 | Federico Guglielmo De Liguoro  |                                              |
| 1853 | La Donna delle isole     | Giovanni Pacini                |                                              |
| 1853 | La Prigioniera           | Carlo Ercole Bosoni            |                                              |
| 1853 | La traviata              | Giuseppe Verdi                 |                                              |
| 1854 | Margherita di Borgogna   | Francesco Petrocini            |                                              |
| 1854 | Pittore e Duca           | Michael William Balfe          |                                              |
| 1856 | I Fidanzati (opera)      | Achille Peri                   |                                              |
| 1857 | Simon Boccanegra         | Giuseppe Verdi                 |                                              |
| 1857 | Vittore Pisani           | Achille Peri                   |                                              |
| 1859 | Margherita la mendicante | Gaetano Braga                  |                                              |
| 1860 | La Biscaglina            | Samuele Levi                   |                                              |
| 1861 | Guglielmo Shakspeare     | Tomaso Benvenuti               |                                              |
| 1862 | Síla osudu               | Giuseppe Verdi                 |                                              |
| 1862 | Mormile                  | Gaetano Braga                  |                                              |
| 1862 | Rienzi                   | Achille Peri                   |                                              |
| 1865 | La Duchessa di Guisa     | Paolo Serrao                   |                                              |
| 1865 | Rebecca                  | Bartolomeo Pisani              |                                              |
| 1867 | Berta di Varnol          | Giovanni Pacini                |                                              |
| 1867 | Don Diego de Mendoza     | Giovanni Pacini                |                                              |
| 1868 | La Tombola               | Antonio Cagnoni                |                                              |
| 1872 | Olema                    | Carlo Pedrotti                 |                                              |